# Greenwood (condado de Vernon, Wisconsin)
Greenwood es un pueblo ubicado en el condado de Vernon en el estado estadounidense de Wisconsin. En el Censo de 2010 tenía una población de 847 habitantes y una densidad poblacional de 9,14 personas por km².

## Geografía
Greenwood se encuentra ubicado en las coordenadas 43°36′29″N 90°22′33″O / 43.60806, -90.37583. Según la Oficina del Censo de los Estados Unidos, Greenwood tiene una superficie total de 92.71 km², de la cual 92.66 km² corresponden a tierra firme y (0.04%) 0.04 km² es agua.

## Demografía
Según el censo de 2010, había 847 personas residiendo en Greenwood. La densidad de población era de 9,14 hab./km². De los 847 habitantes, Greenwood estaba compuesto por el 98.82% blancos, el 0.83% eran afroamericanos, el 0% eran amerindios, el 0% eran asiáticos, el 0% eran isleños del Pacífico, el 0% eran de otras razas y el 0.35% pertenecían a dos o más razas. Del total de la población el 0.47% eran hispanos o latinos de cualquier raza.